# Pauline Betz
Pauline May Betz, zamężna Addie (ur. 6 sierpnia 1919 w Dayton, zm. 31 maja 2011 w Potomac) – amerykańska tenisistka, zwyciężczyni pięciu turniejów wielkoszlemowych w grze pojedynczej.
Praworęczna, znana z szybkości na korcie Pauline Betz dominowała w tenisie amerykańskim w okresie II wojny światowej, była także liderką światowego tenisa kobiecego w pierwszym roku powojennym. W latach 1941–1946 nieprzerwanie występowała w finałach mistrzostw USA, wygrywając cztery razy. Turniej ten ze względu na trwającą wojnę był jedyną liczącą się w tym czasie imprezą. W 1946 Betz uczestniczyła także w turniejach europejskich, w mistrzostwach Francji osiągając finał, a na Wimbledonie zdobywając tytuł mistrzowski bez straty seta.
Zdobyła 19 tytułów mistrzyni USA w różnych konkurencjach i na różnych nawierzchniach. W 1941 i 1943 była mistrzynią na kortach ziemnych, w 1939, 1941, 1943 i 1947 halową mistrzynią USA. Tym samym w 1943 zdobyła potrójną koronę (tytuły na trawie, ziemi i w hali), a dwukrotnie zdobywała komplet tytułów w hali (gra pojedyncza, podwójna i mieszana) - w 1941 i 1943. Ten ostatni rezultat udało się powtórzyć jedynie Billie Jean King ćwierć wieku później. Betz liderowała rankingowi amerykańskiemu w latach 1942-1944 i w 1946.
Poza grą pojedynczą jedyny tytuł wielkoszlemowy Pauline Betz zdobyła w mikście z Budge Pattym na mistrzostwach Francji 1946. Betz i Patty pokonali w finale Toma Browna i Dorothy Bundy 7:5, 9:7. W 1946 Betz jedyny raz wystąpiła w Pucharze Wightman, mając udział w zwycięstwie Amerykanek (wygrała dwa mecze singlowe i mecz deblowy).
W 1947 jej kariera amatorska została przerwana kontrowersyjną decyzją Amerykańskiego Stowarzyszenia Tenisowego. Betz podjęła negocjacje nad kontraktem zawodowym z promotorem Bobby Riggsem i już za sam fakt rozmów w tej sprawie federacja zdyskwalifikowała zawodniczkę. W tej sytuacji Betz faktycznie podpisała kontrakt zawodowy i w 1947 wystąpiła w serii pojedynków z Sarah Palfrey Cooke, a w 1950 z Gertrude Moran.
W późniejszych latach chętnie uczestniczyła w turniejach weteranów. Wyszła za mąż za dziennikarza sportowego Boba Addie i pracowała jako zawodowa trenerka tenisa. W 1965 została wpisana do Międzynarodowej Tenisowej Galerii Sławy.
Osiągnięcia w turniejach wielkoszlemowych:
- Wimbledon
  - gra pojedyncza - wygrana 1946
  - gra podwójna - finał 1946 (z Doris Hart)
- mistrzostwa USA
  - gra pojedyncza - wygrane 1942, 1943, 1944, 1946, finały 1941, 1945
  - gra podwójna - finały 1941 (z Dorothy Bundy), 1942, 1943, 1944, 1945 (wszystkie z Doris Hart)
  - gra mieszana - finały 1941 (z Bobby Riggsem), 1943 (z Pancho Segurą)
- mistrzostwa Francji
  - gra pojedyncza - finał 1946
  - gra podwójna - finał 1946 (z Doris Hart)
  - gra mieszana - wygrana 1946 (z Budge Pattym)

Finały singlowe w turniejach wielkoszlemowych
- mistrzostwa USA 1941 - 1:6, 4:6 z Sarah Palfrey Cooke
- mistrzostwa USA 1942 - 4:6, 6:1, 6:4 z Louise Brough
- mistrzostwa USA 1943 - 6:3, 5:7, 6:3 z Louise Brough
- mistrzostwa USA 1944 - 6:3, 8:6 z Margaret Osborne
- mistrzostwa USA 1945 - 6:3, 6:8, 4:6 z Sarah Palfrey Cooke
- mistrzostwa Francji 1946 - 6:1, 6:8, 5:7 z Margaret Osborne
- Wimbledon 1946 - 6:2, 6:4 z Louise Brough
- mistrzostwa USA 1946 - 11:9, 6:3 z Patricia Canning

Źródła:
- Bud Collins, Tennis Encyclopedia, Visible Ink Press, Detroit 1997
- Martin Hedges, The Conscise Dictionary of Tennis, Mayflower Books Inc, Nowy Jork 1978